# Marian Kędzierski
Marian Kędzierski (ur. 2 lutego 1939 w Poznaniu) – polski lekarz weterynarii i polityk, poseł na Sejm X kadencji.

## Życiorys
Ukończył w 1965 studia na Wydziale Weterynaryjnym Wyższej Szkoły Rolniczej we Wrocławiu. Do czasu przejścia na emeryturę pracował jako lekarz weterynarii, pełnił funkcję kierownika Powiatowego Zakładu Weterynarii w Bytowie, Radawnicy i Wałczu. Związany także z samorządem zawodowym w ramach Kaszubsko-Pomorskiej Izby Lekarsko-Weterynaryjnej.
Od 1965 do rozwiązania należał do Zjednoczonego Stronnictwa Ludowego. Przez trzy kadencje przewodniczył Komisji Rolnej i Gospodarki Żywnościowej Wojewódzkiej Rady Narodowej w Słupsku. W 1989 uzyskał mandat posła na Sejm kontraktowy, został wybrany w okręgu słupskim. Na koniec kadencji był członkiem Klubu Poselskiego Polskiego Stronnictwa Ludowego. Zasiadał w Komisji Rolnictwa i Gospodarki Żywnościowej, a także Komisjach Nadzwyczajnych do rozpatrzenia projektów ustaw związanych ze stabilizacją gospodarczą oraz zmianami systemowymi oraz do zbadania działalności Ministerstwa Spraw Wewnętrznych, której został zastępcą przewodniczącego. Nie ubiegał się o reelekcję. W późniejszych latach kandydował z ramienia lokalnych komitetów do organów samorządu terytorialnego, m.in. w 2006 do rady gminy Trzebielino.
W 1986 otrzymał Krzyż Kawalerski Orderu Odrodzenia Polski, a w 1978 Złoty Krzyż Zasługi. Uhonorowany Odznaką Honorową „Zasłużony dla Samorządu Lekarsko-Weterynaryjnego Bene de Veterinaria Meritus”.